# Siphonophorae
Ordre
Synonymes
Siphonophora Eschscholtz (attention il existe aussi un genre d'insectes du même nom)
Les siphonophores (Siphonophorae, du grec ancien, siphōn, tube et pherein, porter, transporter) forment un ordre d'organismes zooplanctoniques gélatineux de l'embranchement des cnidaires qui vivent en colonies pouvant atteindre plusieurs dizaines de mètres de long.

## Description et caractéristiques
Ces cnidaires des eaux chaudes sont composés de milliers d'individus appelés zoïdes, unités qui vivent en colonie arrangée en chaîne (reliés par le stolon, sorte de cordon ombilical), chacun des membres étant morphologiquement et fonctionnellement spécialisé dans une des différentes tâches nécessaires : chasse (grâce à des tentacules urticants) et digestion (unités appelées gastrozoides), flottabilité (unités de flotteurs pulsatiles appelées nectophores (pl), propulsant la colonie en quête de proie, crevettes et poissons), reproduction (unités appelées gonozoides (en), produisant les gamètes). Les scientifiques le considèrent donc comme un superorganisme unique.
Il existe quatre types d'individus spécialisés : le flotteur (pneumatophore), ceux aidant à la locomotion (cloches natatoires), à la nutrition (cloche de chasse, possédant des filaments urticants), ainsi qu'à la reproduction. La plupart des siphonophores sont bioluminescents, ce qui leur permet d'attirer leurs proies : poissons et crustacés, entre autres. Ils possèdent des nématocystes extrêmement urticants permettant de se protéger et de capturer massivement des petites proies planctoniques et nectoniques. Certaines espèces de grandes profondeurs pourraient atteindre de grandes dimensions et vivre plus d'un siècle.
De nombreuses espèces sont abyssales, mais certaines comme la physalie ont leur flotteur émergé. Suivant les espèces, elles peuvent vivre en bancs ou de manière extrêmement dispersée.
Une espèce du genre Apolemia atteindrait près de 120 m de longueur totale, ce qui en ferait l'organisme animal le plus long au monde.

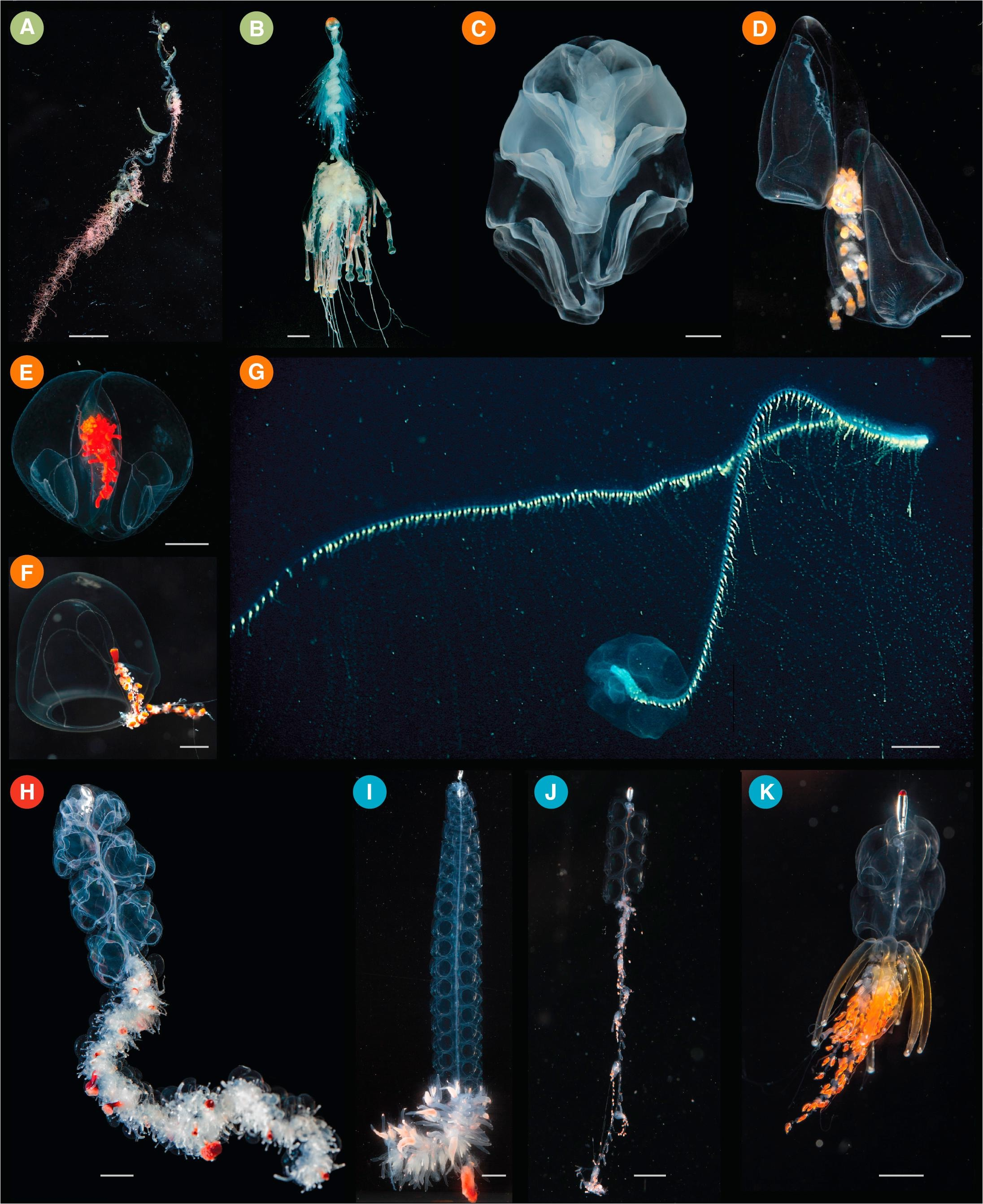
Différents siphonophores dans leur habitat : (A) Rhizophysa eysenhardtii, (B) Bathyphysa conifera, (C) Hippopodius hippopus, (D) Kephyes hiulcus, (E) Desmophyes haematogaster, (F) Sphaeronectes christiansonae, (G) Praya dubia, (H) Apolemia sp., (I) Lychnagalma utricularia, (J) Nanomia sp., (K) Physophora hydrostatica.

## Liste des sous-ordres

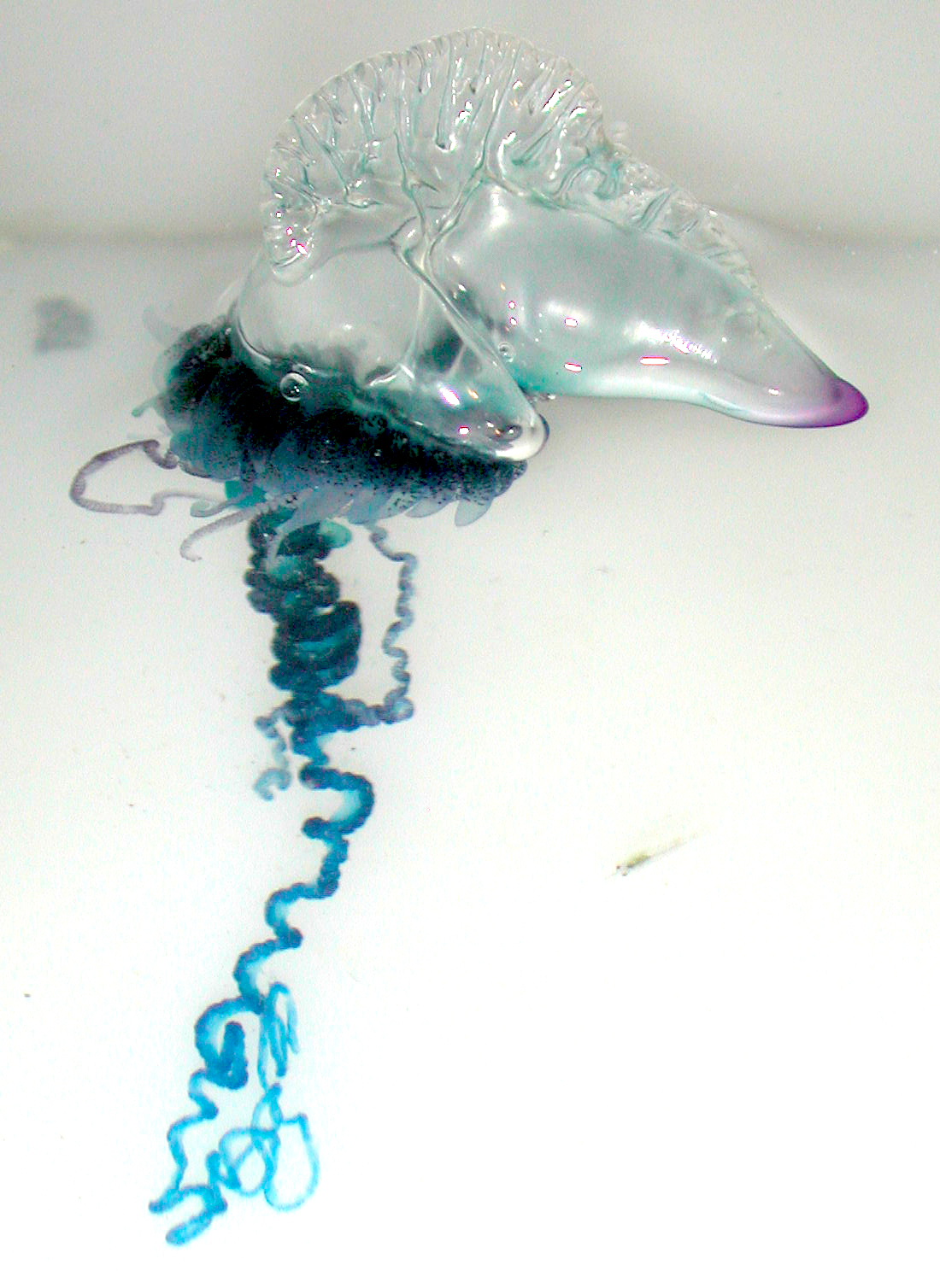
Galère portugaise (Physalia physalis)

La classification des siphonophores est assez variable en fonction des sources. En voici quelques possibilités :
Selon World Register of Marine Species (13 avril 2016) :
- sous-ordre Calycophorae
  - famille Abylidae L. Agassiz, 1862
  - famille Clausophyidae Totton, 1965
  - famille Diphyidae Quoy & Gaimard, 1827
  - famille Hippopodiidae Kölliker, 1853
  - famille Prayidae Kölliker, 1853
  - famille Sphaeronectidae Huxley, 1859
- sous-ordre Cystonectae
  - famille Physaliidae Brandt, 1835
  - famille Rhizophysidae Brandt, 1835
- sous-ordre Physonectae
  - famille Agalmatidae Brandt, 1834
  - famille Apolemiidae Huxley, 1859
  - famille Cordagalmatidae Pugh, 2016
  - famille Erennidae Pugh, 2001
  - famille Forskaliidae Haeckel, 1888
  - famille Physophoridae Eschscholtz, 1829
  - famille Pyrostephidae Moser, 1925
  - famille Resomiidae Pugh, 2006
  - famille Rhodaliidae Haeckel, 1888
  - famille Stephanomiidae Huxley, 1859

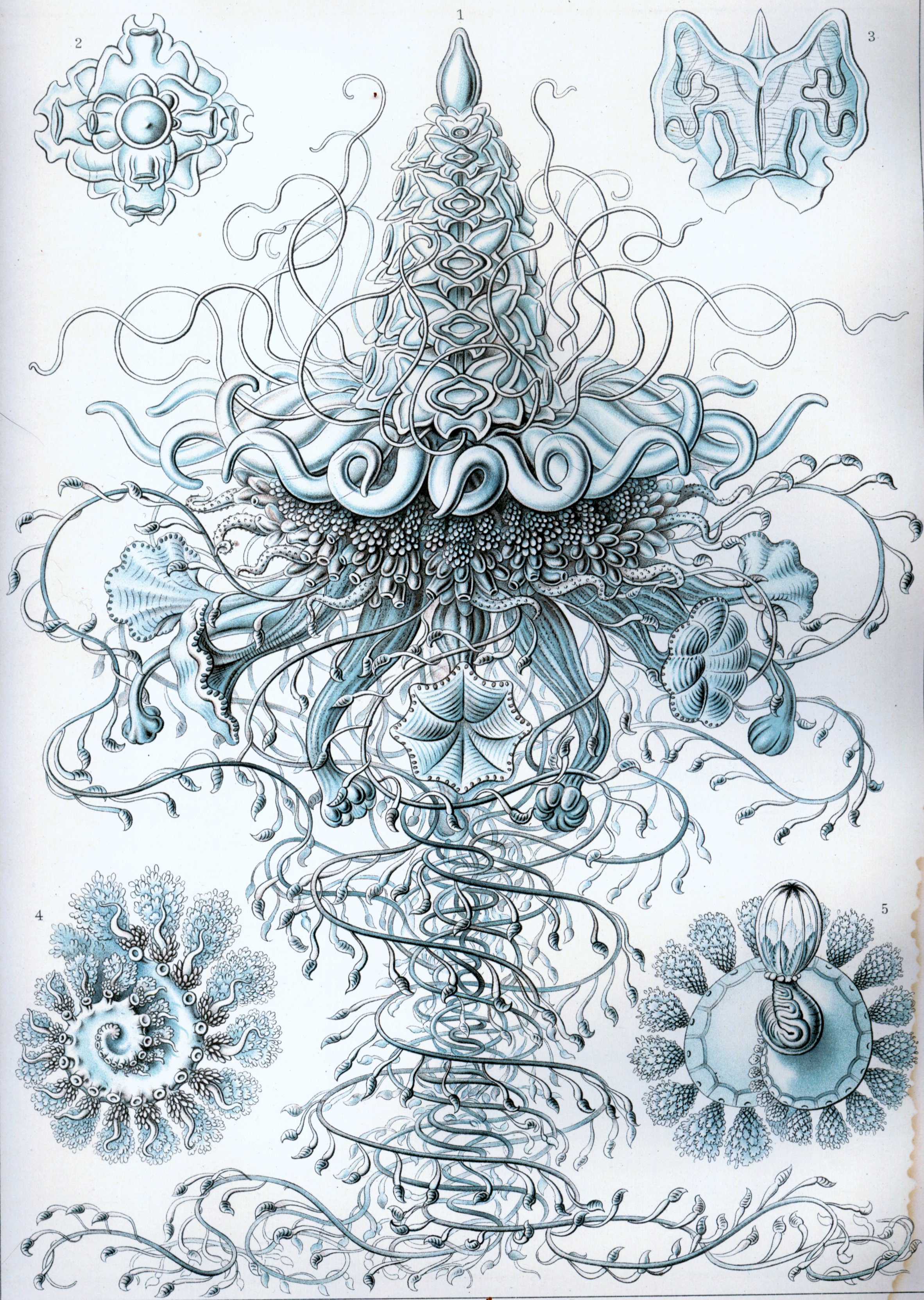
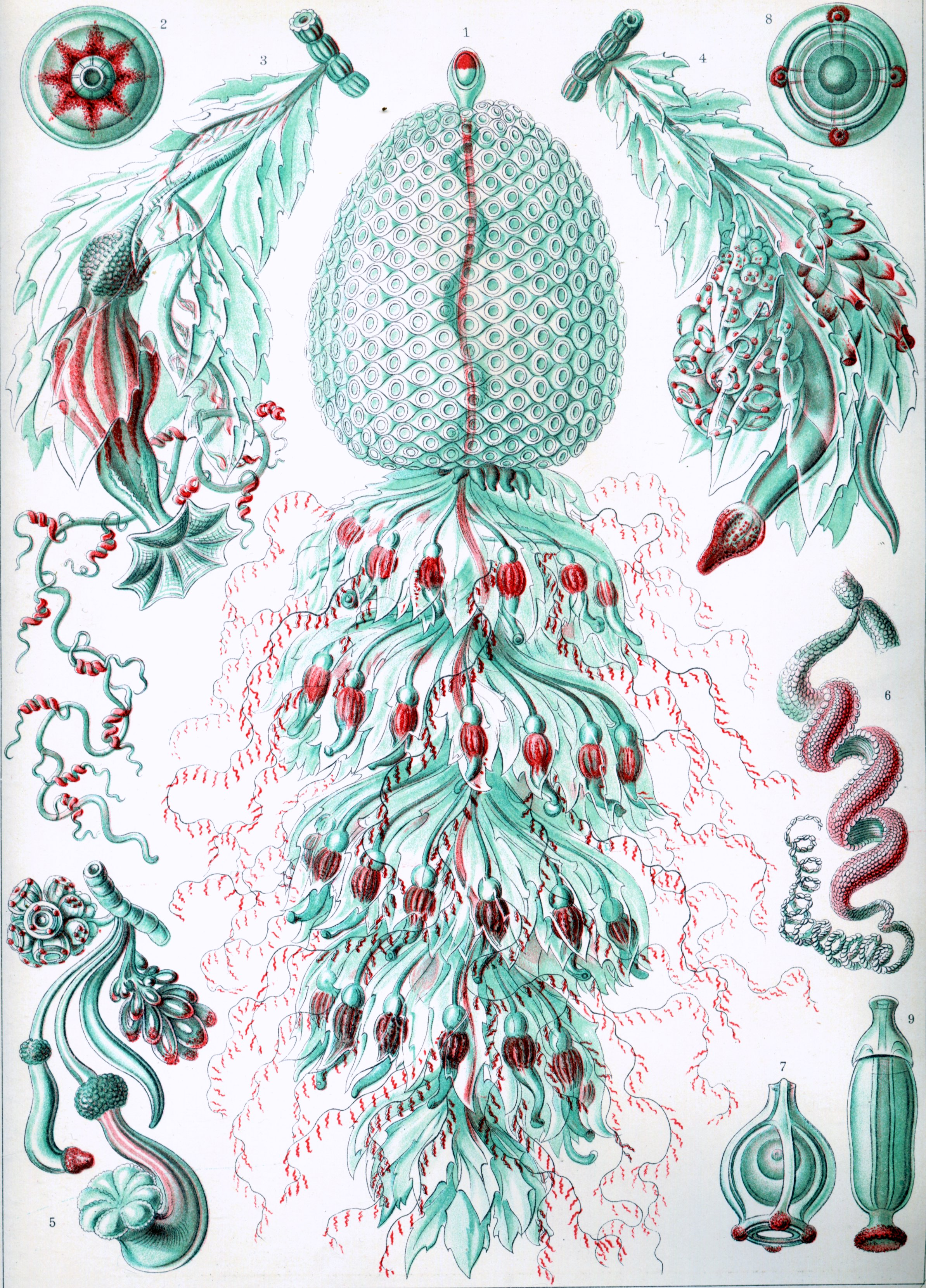
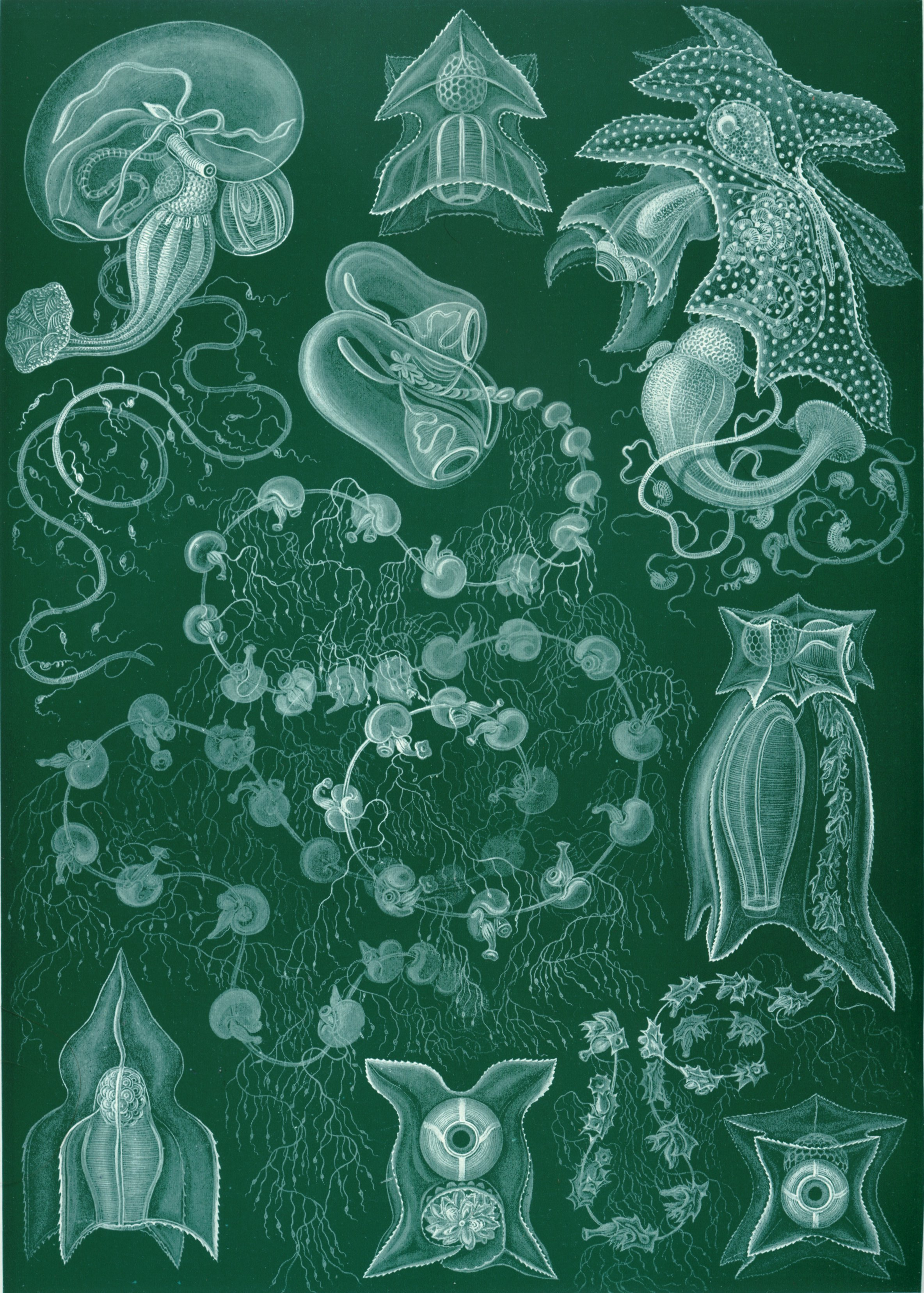
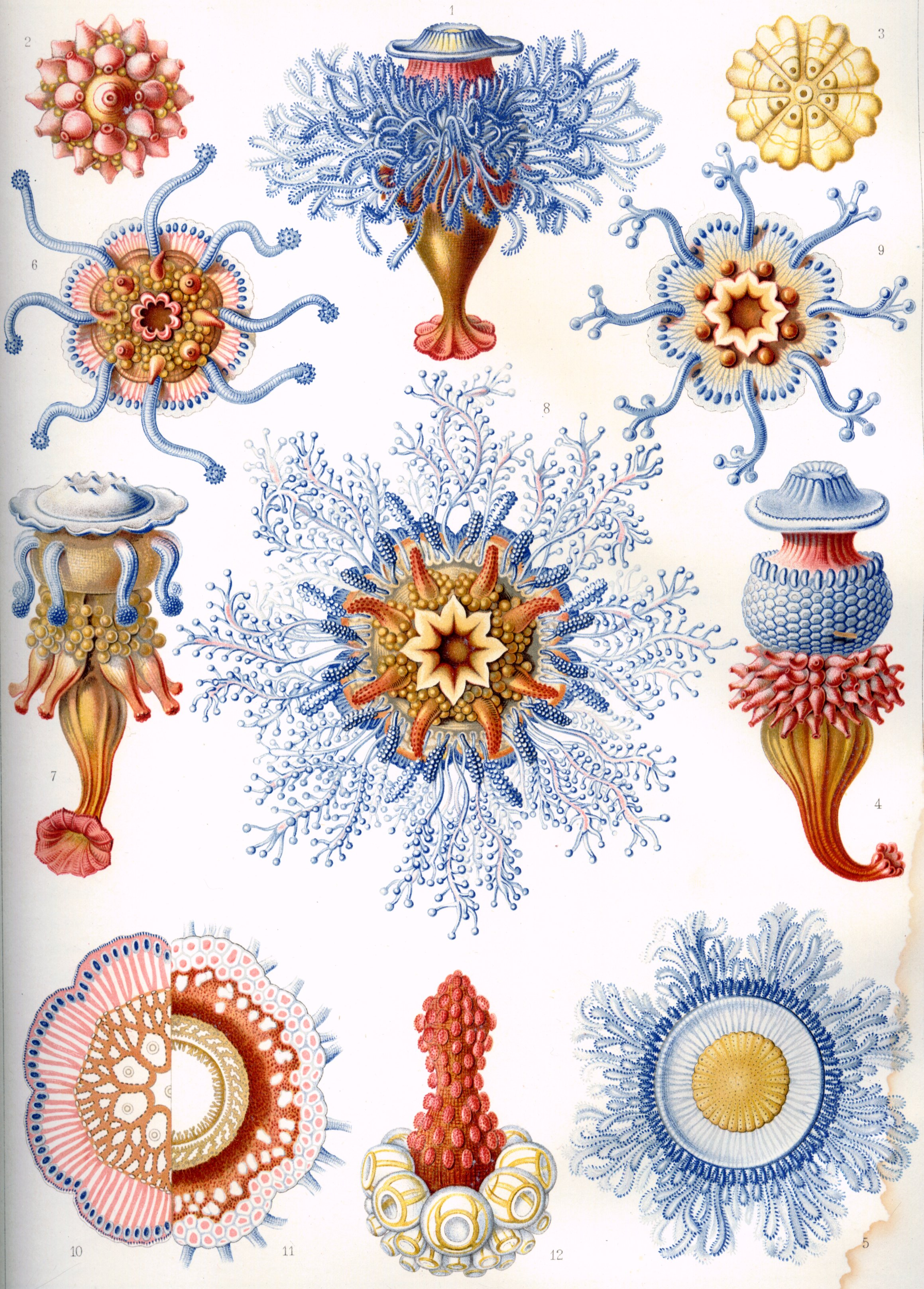
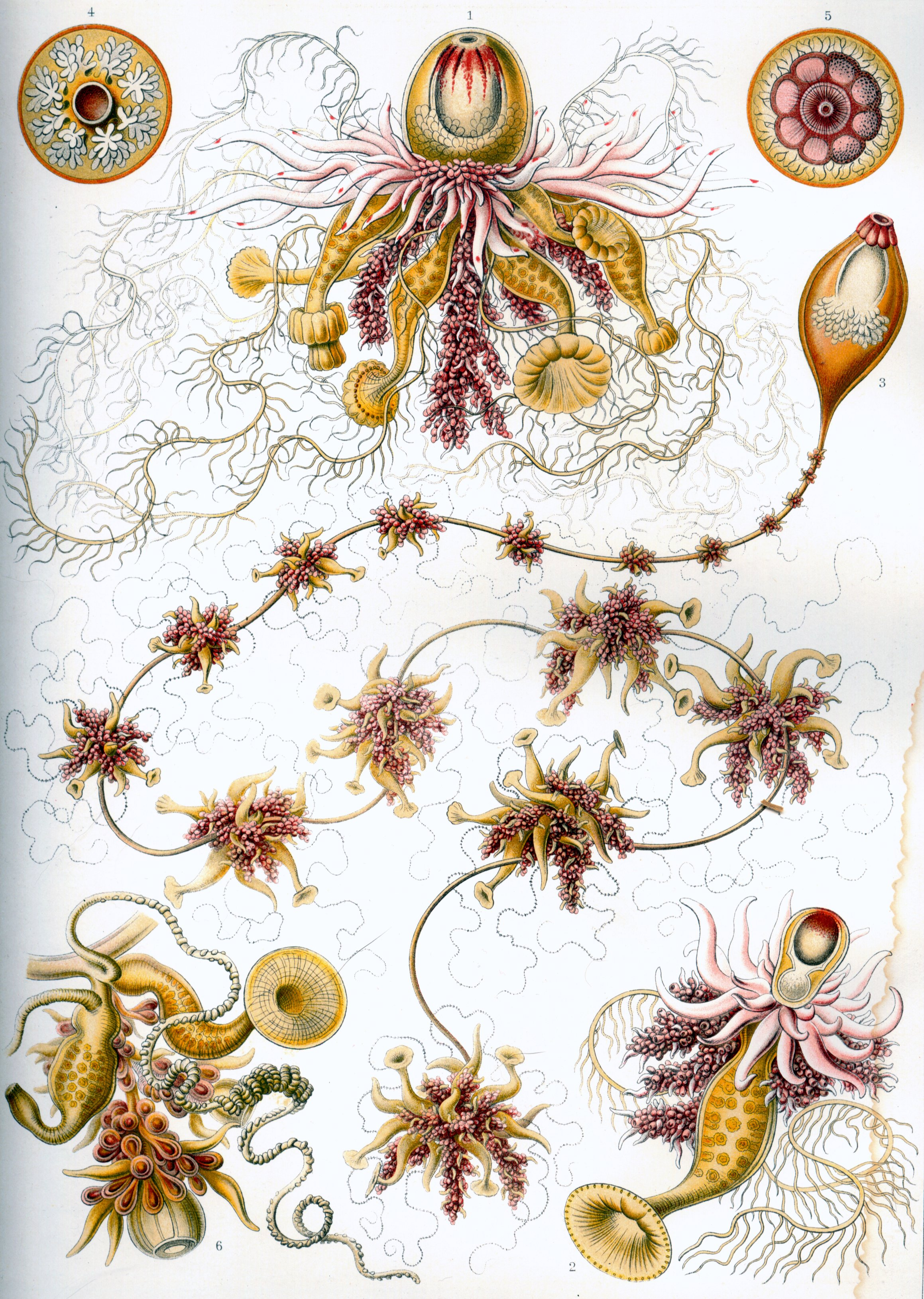
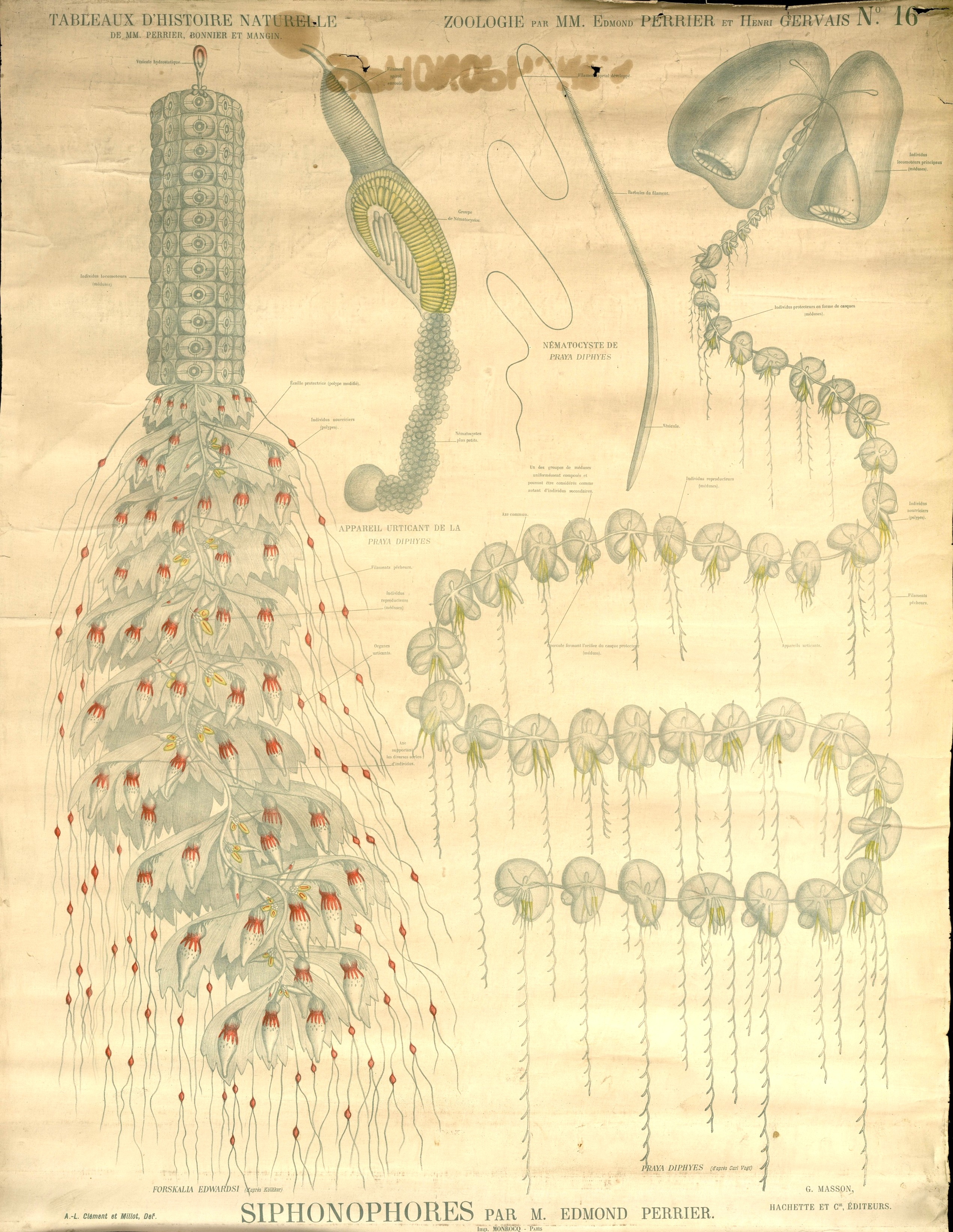

Selon ITIS :
- sous-ordre Calycophorae
  - famille Abylidae
  - famille Clausophyidae
  - famille Diphyidae
  - famille Hippopodiidae
  - famille Prayidae
  - famille Sphaeronectidae
- sous-ordre Cystonectae
  - famille Physaliidae
  - famille Rhizophysidae
- sous-ordre Physonectae
  - famille Agalmatidae
  - famille Apolemiidae
  - famille Athorybiidae
  - famille Forskaliidae
  - famille Physophoridae
  - famille Pyrostephidae
  - famille Rhodaliidae

Selon ADW :
- sous-ordre Calycophorae
  - famille Abylidae
  - famille Diphyidae
  - famille Hippopodiidae
  - famille Prayidae
  - famille Sphaeronectidae
- sous-ordre Physophorae
  - famille Agalmidae
  - famille Anthophysidae
  - famille Apolemiidae
  - famille Athorybiidae
  - famille Forskaliidae
  - famille Physophoridae
  - famille Rhodaliidae
- sous-ordre Rhizophysaliae
  - famille Codonidae
  - famille Physaliidae
  - famille Rhizophysidae

Selon CoL :
- famille Abylidae
- famille Agalmatidae
- famille Apolemiidae
- famille Athorybiidae
- famille Clausophyidae
- famille Diphyidae
- famille Erennidae
- famille Forskaliidae
- famille Hippopodiidae
- famille Physaliidae
- famille Physophoridae
- famille Prayidae
- famille Pyrostephidae
- famille Rhizophysidae
- famille Rhodaliidae
- famille Sphaeronectidae

Abylopsis tetragona (Abylidae)
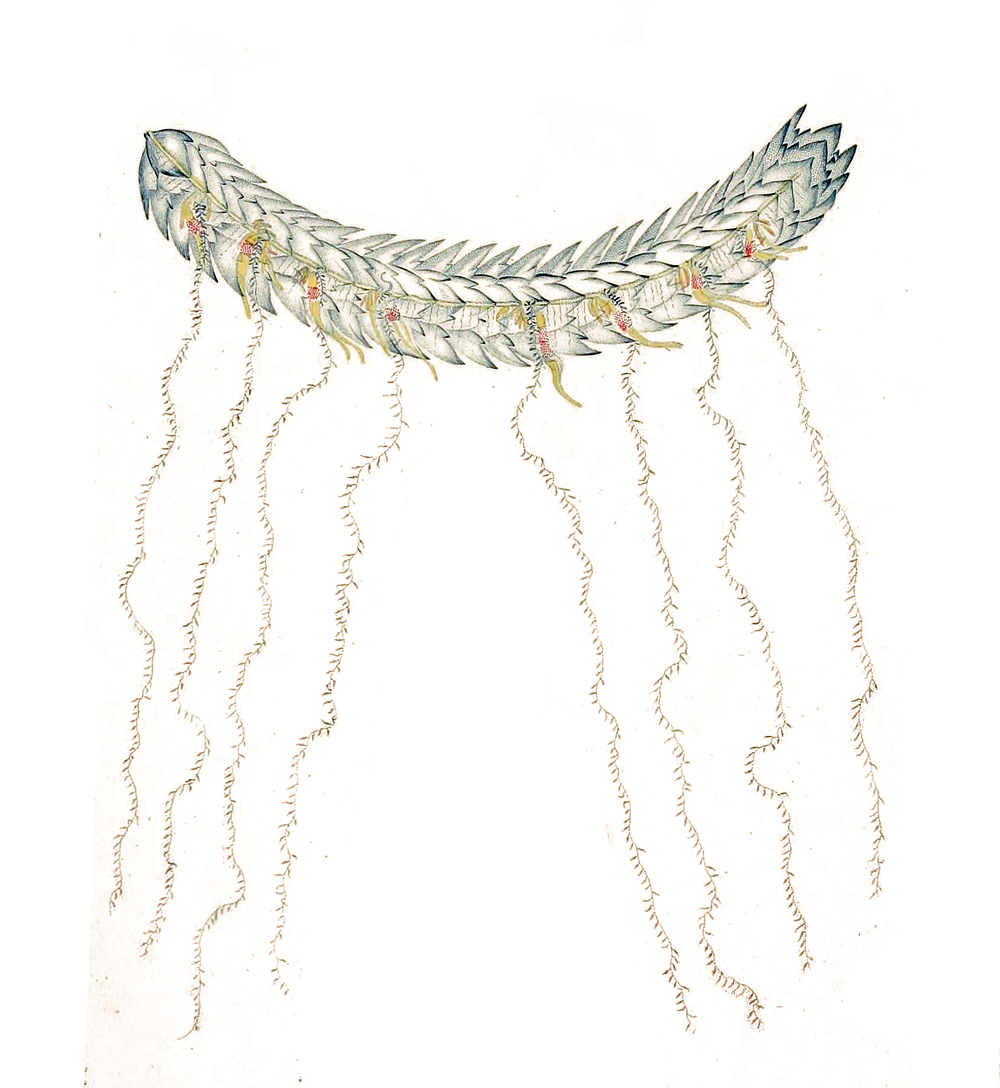
Stephanomia imbricata (Agalmatidae)
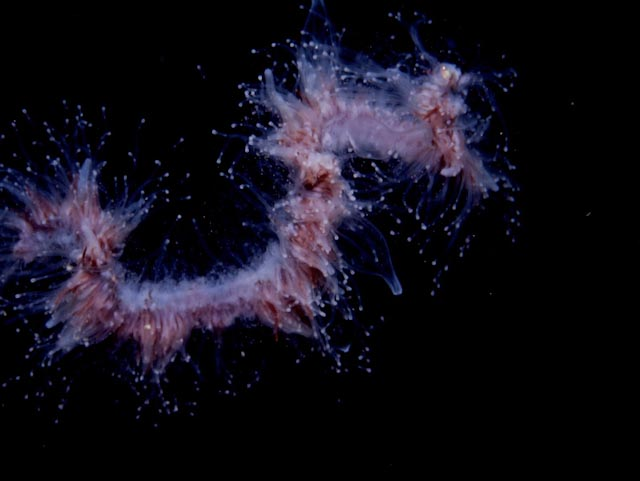
Apolemia uvaria (Apolemiidae)
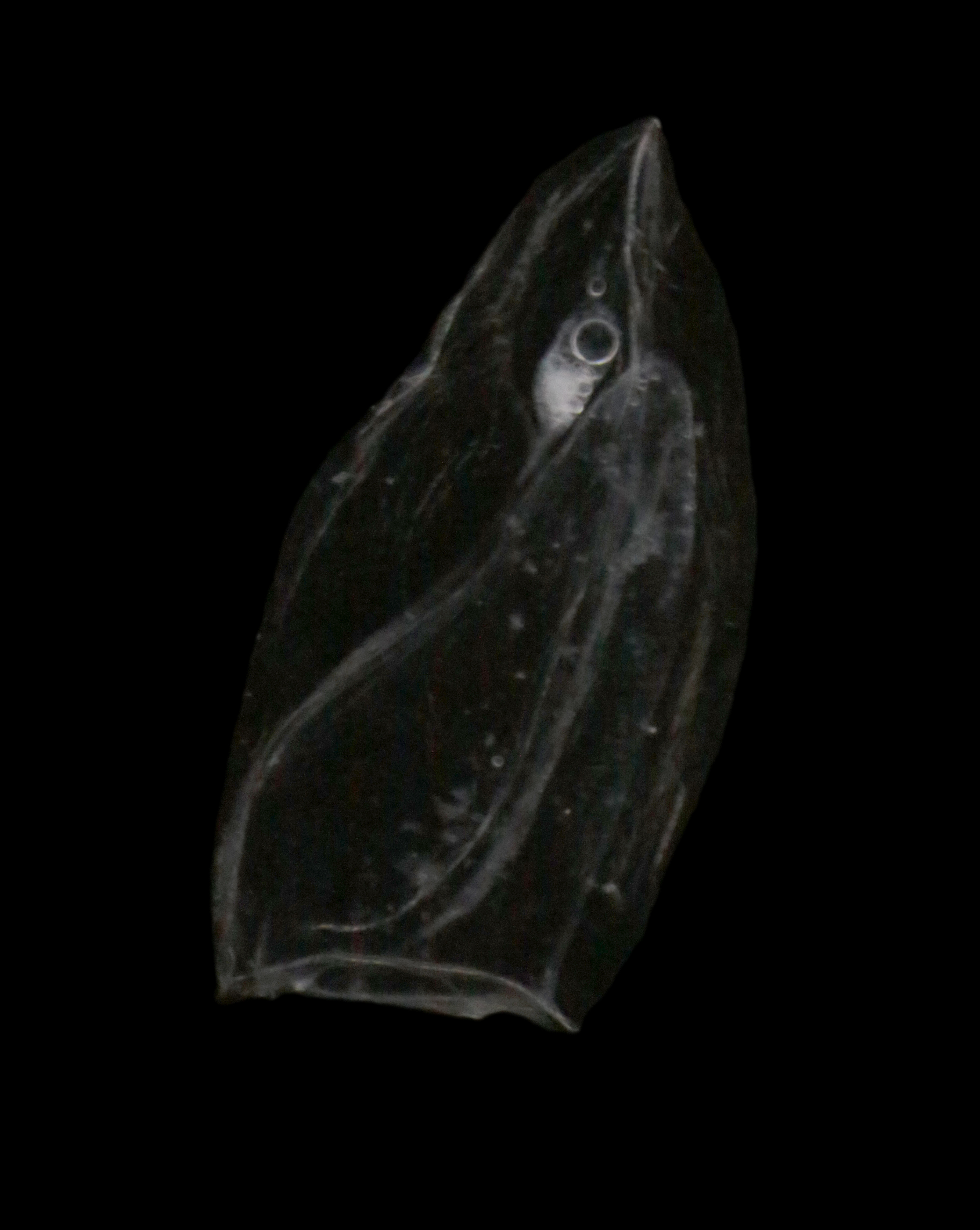
Crystallophyes amygdalina (Clausophyidae)
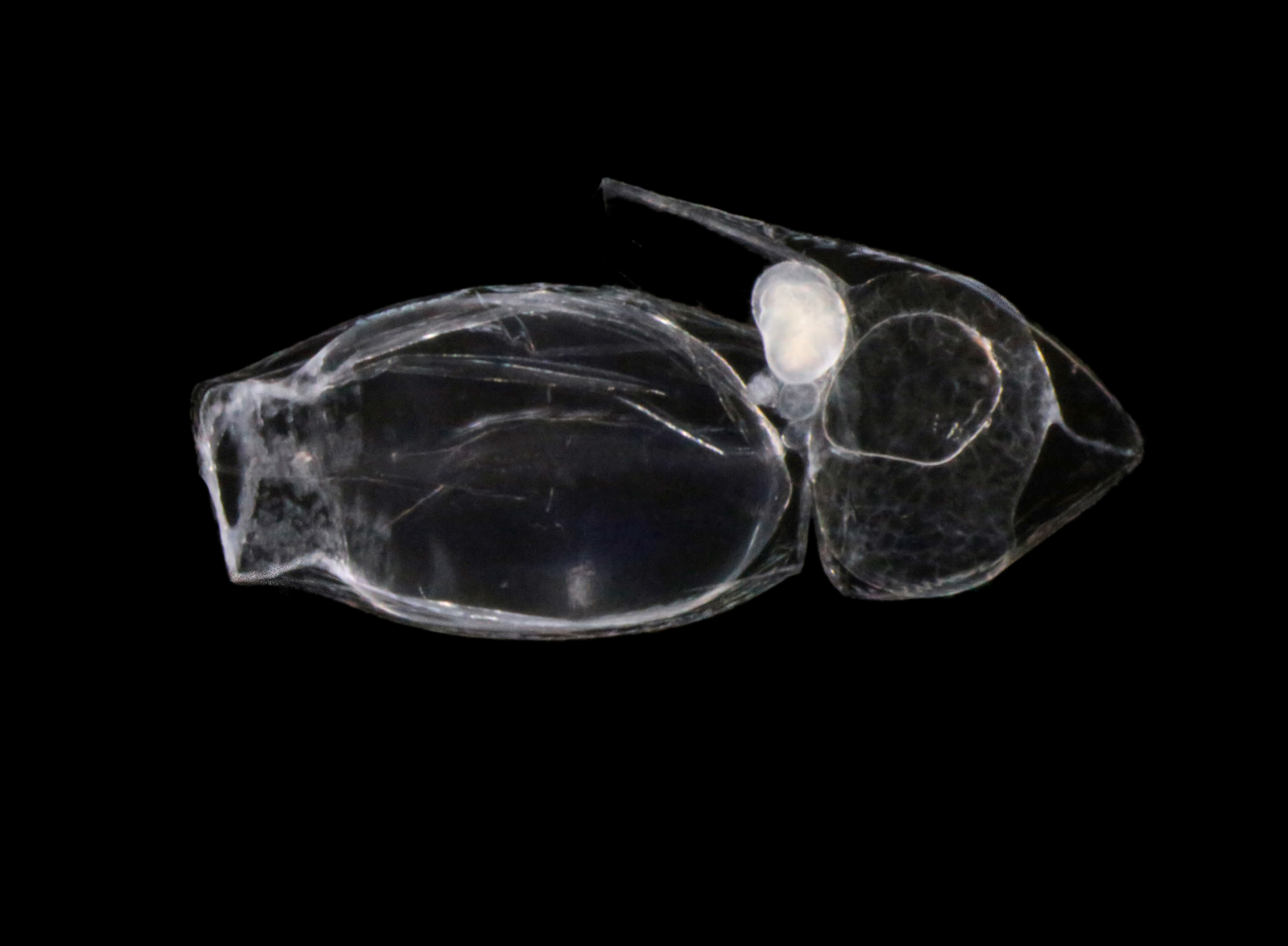
Dimophyes arctica (Diphyidae)
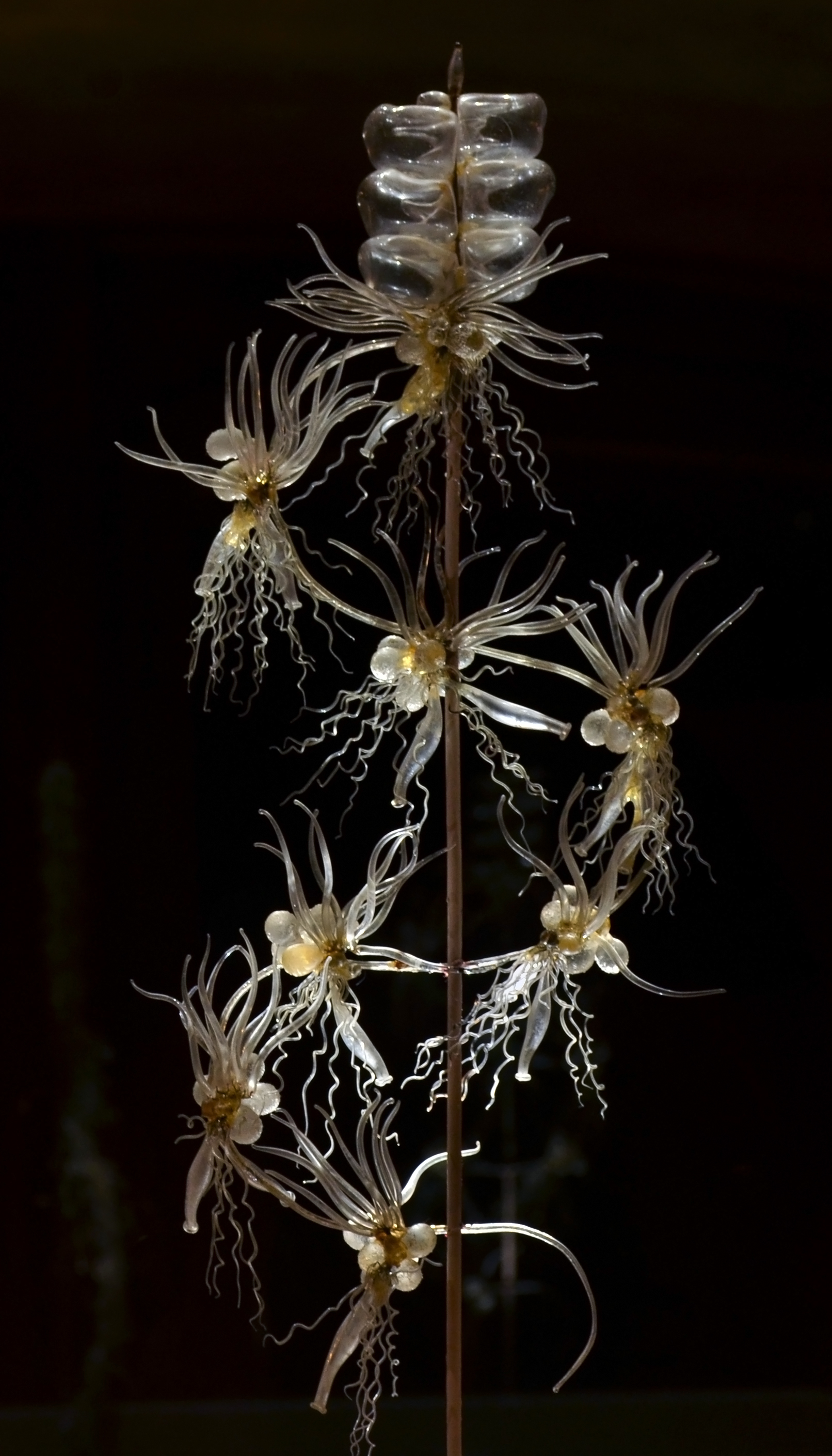
Forskalia contorta (Forskaliidae)
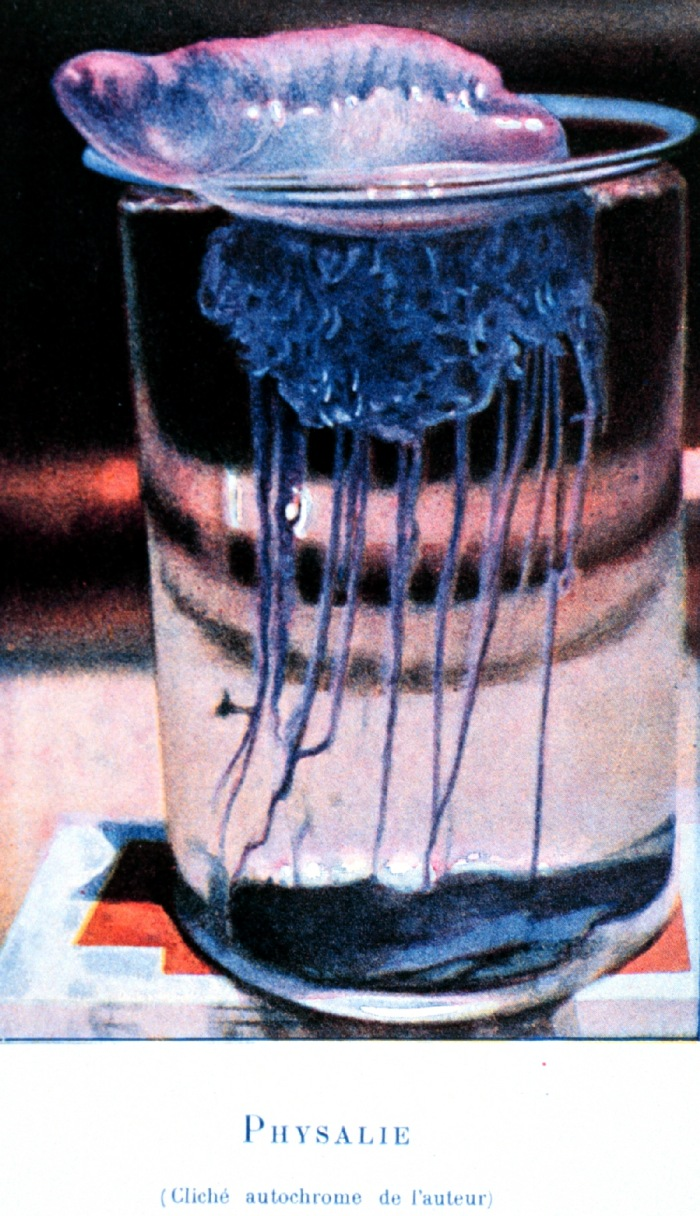
Physalia physalis (Physaliidae)
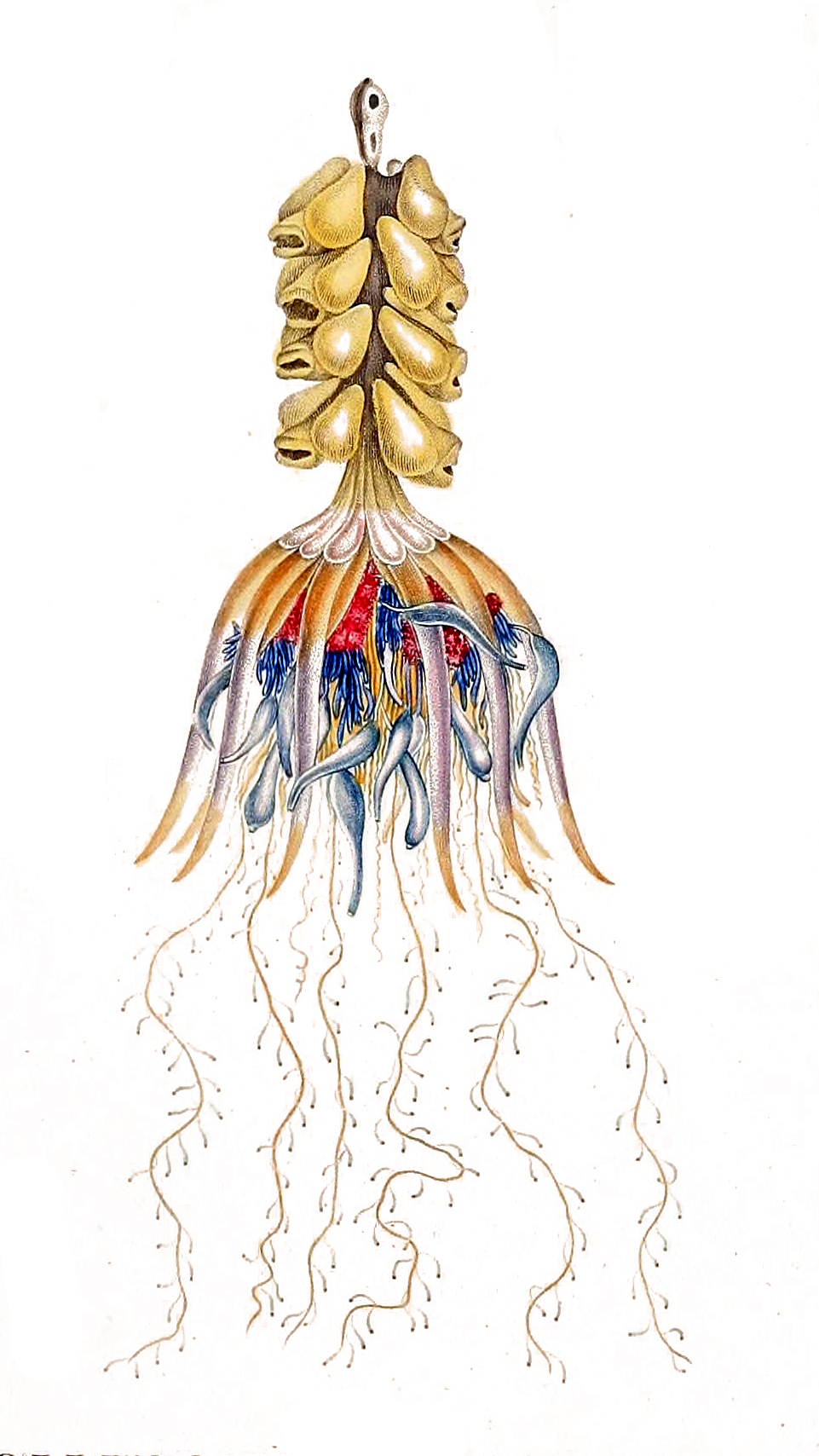
Physophora sp. (Physophoridae)
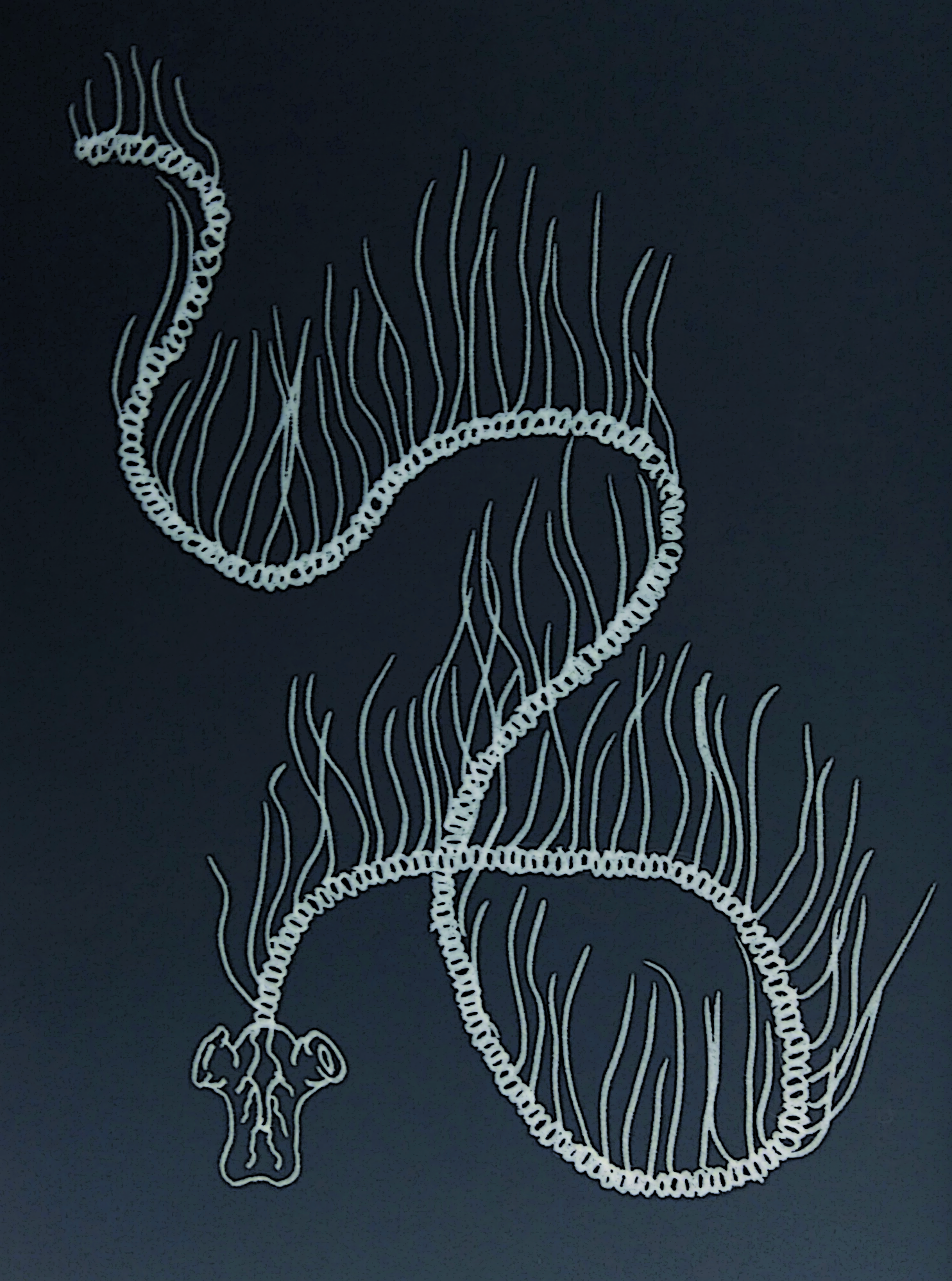
Praya dubia (Prayidae)
Rhizophysa filiformis (Rhizophysidae)
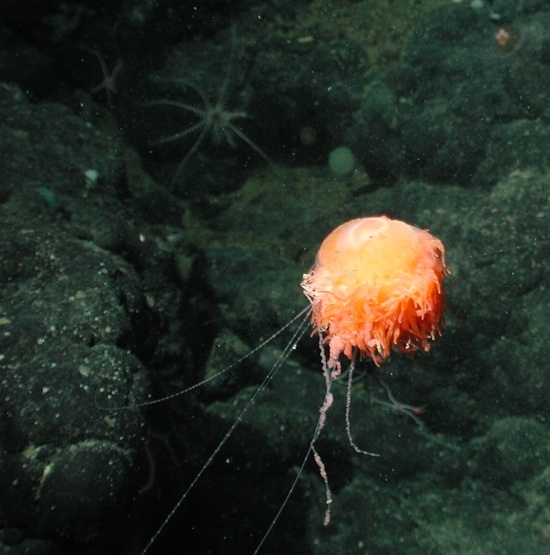
Dromalia alexandri (Rhodaliidae)
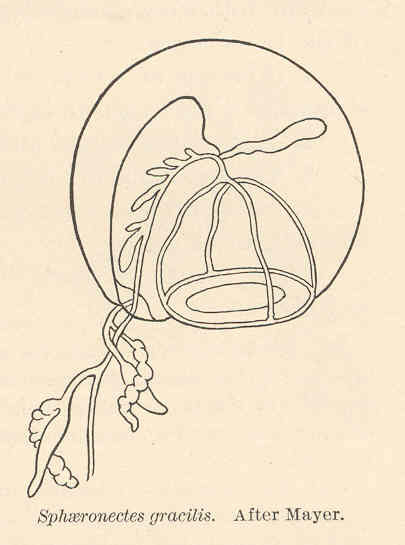
Sphaeronectes koellikeri (Sphaeronectidae)